# Analiza wskaźnikowa
Analiza wskaźnikowa jest częścią analizy finansowej, będącą rozwinięciem analizy wstępnej sprawozdań finansowych. Zadaniem analizy wskaźnikowej jest dostarczenie informacji o operacjach gospodarczych, funkcjonowaniu przedsiębiorstwa, a przede wszystkim jego kondycji finansowej. Informacje te są wykorzystywane przez kierownictwo w procesie zarządzania, a także przez otoczenie przedsiębiorstwa: kredytodawców, kontrahentów, inwestorów, audytorów itp.

## Charakterystyka
Analiza ta jest rodzajem badania ilościowego i oparta jest na wskaźnikach, przedstawiających relacje określonych wielkości finansowych, ważnych z punktu widzenia ich wzajemnych związków. Wybór wskaźników możliwych do obliczenia na podstawie danych finansowych przedsiębiorstwa jest bardzo szeroki. Nadmiar wskaźników może jednak zawikłać przeprowadzaną analizę, stąd w krajach gospodarki rynkowej stosuje się na ogół ograniczony zestaw najbardziej efektywnych indykatorów, umożliwiających scharakteryzowanie różnych aspektów funkcjonowania przedsiębiorstwa.
Analiza wskaźnikowa wykonywana jest w oparciu o dokumenty sprawozdawczości finansowej przedsiębiorstwa, uwzględniając w szczególności wielkości ekonomiczne ujęte w bilansie i rachunku zysków strat. Przy obliczaniu wskaźników ważne jest uwzględnienie istotnej różnicy między bilansem, który obrazuje stan finansów przedsiębiorstwa na dzień sporządzenia oraz rachunkiem zysków i strat, który prezentuje dane za okres poprzedzający dzień bilansowy. Przy konstruowaniu wskaźników składających się z wielkości pochodzących z obu tych dokumentów, należy uwzględnić wprost wartość z rachunku zysków i strat oraz średnią arytmetyczną wartości z dnia otwarcia i dnia zamknięcia bilansu.
Wyznaczone wielkości wskaźników oceniane są poprzez przyrównanie do ustalonych norm, wyrażonych przedziałami wartości lub wartościami brzegowymi, a także poprzez ich analizę poziomą, kiedy ocenia się zmianę wskaźników w kolejnych okresach, w tym w szczególności tendencję tych zmian. W interpretacji stosuje się również ocenę uzyskanych wartości na tle branży, w której działa przedsiębiorstwo. Jest to szczególnie istotne z uwagi na fakt, że przyjmowane w literaturze przedmiotu normy wskaźników szacowane są dla wszystkich przedsiębiorstw, działających w różnych branżach, w różnych krajach. Przeprowadzając analizę wskaźnikową należy uwzględnić możliwość braku porównywalności uzyskiwanych wartości, wynikającą bądź ze zmiany warunków makroekonomicznych w gospodarce, bądź z różnic w konstrukcjach poszczególnych wskaźników.
Stosowane w literaturze nazewnictwo obszarów analizy wskaźnikowej, w których klasyfikowane są wskaźniki analityczne, nie jest jednolite.
| Autor                                    | Stosowane nazewnictwo obszarów analizy | Stosowane nazewnictwo obszarów analizy | Stosowane nazewnictwo obszarów analizy | Stosowane nazewnictwo obszarów analizy | Stosowane nazewnictwo obszarów analizy |
| Autor                                    | Zdolność do regulowania zobowiązań     | Poziom zadłużenia                      | Wyniki finansowe                       | Sprawność działania na rynku           | Wartość rynkowa                        |
| Bolesław Wersty                          | Płynność                               | Zadłużenie                             | Rentowność                             | Sprawność zarządzania aktywami         | Wartość rynkowa                        |
| Maria Sierpińska, Tomasz Jachna          | Płynność                               | Zadłużenie                             | Rentowność                             | Sprawność działania                    | Rynkowa wartość akcji i kapitału       |
| Eddie McLaney                            | Płynność                               | Wspomaganie kapitałowe                 | Zyskowność                             | Aktywność                              |                                        |
| Lech Bednarski                           | Płynność                               | Wspomaganie finansowe                  | Rentowność                             | Obrotowość                             |                                        |
| Witold Bień                              | Płynność                               | Wypłacalność finansowa                 | Rentowność                             |                                        | Efektywność akcji                      |
| Grzegorz Gołębiowski, Agnieszka Tłaczała | Płynność                               | Zdolność do obsługi zadłużenia         | Rentowność                             | Sprawność działania                    | Ocena celowości inwestowania w akcje   |
| Lucyna Kowalczyk                         | Płynność                               | Stopień zadłużenia                     | Zyskowność                             | Sprawność działania                    | Pozycja firmy na rynku kapitałowym     |
| Pauline Weetman                          | Płynność i aktywa bieżące              | Dźwignia finansowa                     | Dokonania przedsiębiorstwa             |                                        |                                        |
| Tadeusz Waśniewski, Wanda Skoczylas      | Płynność                               | Niezależność finansowa                 | Rentowność                             |                                        |                                        |
| Robert Kowalak                           | Płynność                               | Zadłużenie                             | Rentowność                             | Aktywność i obrotowość                 | Efektywność rynkowa                    |
| Małgorzata Zaleska                       | Płynność                               | Zadłużenie                             | Efektywność                            | Aktywność                              | Ocena rynkowa akcji i kapitału         |
| Artur Hołda                              | Płynność                               | Zadłużenie                             | Zyskowność                             | Obrotowość                             |                                        |

## Wskaźniki zdolności do regulowania zobowiązań (płynności)
Wskaźniki te umożliwiają analizę płynności finansowej przedsiębiorstwa, tj. jego zdolności do regulowania zobowiązań krótkoterminowych, tzn. takich, które są płatne w terminie 1 roku.

### Wskaźnik płynności bieżącej
| aktywa bieżące |
| pasywa bieżące |

Wskaźnik płynności bieżącej, CR (ang. current ratio) określa, ile razy aktywa bieżące będące w dyspozycji przedsiębiorstwa pokrywają jego bieżące zobowiązania wobec osób trzecich – dostawców, pracowników, budżetu państwa, instytucji publicznoprawnych etc., a także kredyty krótkoterminowe i raty kredytów długoterminowych.
W celu wyznaczenia poziomu aktywów bieżących należy skorygować aktywa obrotowe o niepłynną część stanu zapasów (np. zaliczki na poczet dostaw, produkty i towary nie znajdujące nabywców itp.), wartość należności nieściągalnych i spornych, różnicę pomiędzy ceną nabycia a bieżącą ceną papierów wartościowych, stan środków pieniężnych w drodze, poziom blokady środków pieniężnych na rachunku, wynikający z umowy z bankiem i długość zamrożenia nakładów w rozliczeniach międzyokresowych.
Wyznaczenie poziomu bieżących aktywów i pasywów możliwe jest wyłącznie przez samo przedsiębiorstwo, ponieważ informacje niezbędne do korekty aktywów i pasywów obrotowych nie są prezentowane w dokumentach sprawozdawczości finansowej. Z tego powodu przy wyznaczaniu poziomu tych wskaźników stosuje się nieskorygowane wartości aktywów obrotowych i zobowiązań krótkoterminowych lub zmodyfikowaną postać wskaźnika CR.
| zapasy+należności+środki pieniężne+inne aktywa bieżące |
| zobowiązania bieżące                                   |

Optymalna wysokość tego wskaźnika powinna zawierać się w przedziale domkniętym. Wskaźnik CR poniżej 1,2 wskazuje na zagrożenie zdolności przedsiębiorstwa do regulowania swoich bieżących zobowiązań, co może bezpośrednio wpływać na sprawność prowadzenia przez przedsiębiorstwo działalności gospodarczej. Wskaźnik CR wyższy niż 2,0 świadczy zaś o nadpłynności przedsiębiorstwa, tj. o złym gospodarowaniu.

### Wskaźnik płynności szybkiej
| aktywa bieżące-zapasy-rozliczenia międzyokresowe |
| pasywa bieżące                                   |

Wskaźnik płynności szybkiej, QR (ang. quick ratio) określa, ile razy aktywa bieżące o wysokim stopniu płynności, będące w dyspozycji przedsiębiorstwa, pokrywają jego bieżące zobowiązania wobec osób trzecich. Wskaźnik ten jest wobec wskaźnika CR skorygowany o najmniej płynne aktywa obrotowe, tj. zapasy i rozliczenia międzyokresowe czynne.
Optymalna wysokość tego wskaźnika powinna wynosić 1,0, tj. pasywa bieżące powinny być w całości pokryte aktywami bieżącymi o wysokim stopniu płynności. W przypadku przedsiębiorstw charakteryzujących się szybką rotacją aktywów (np. handlowych) norma ta jest obniżona do poziomu 0,7.
Niska wartość tego wskaźnika może świadczyć o problemach w zakresie płynności, wysoka zaś o nieproduktywnym nagromadzeniu środków pieniężnych i/lub występowaniu wysokiego stanu należności, co może mieć niekorzystny wpływ na wyniki przedsiębiorstwa.

### Wskaźnik płynności gotówkowej
| środki pieniężne |
| pasywa bieżące   |

Wskaźnik ten określa, ile razy środki pieniężne będące w dyspozycji przedsiębiorstwa (w kasie lub na rachunku bankowym) pokrywają jego bieżące zobowiązania wobec osób trzecich.
Optymalna wysokość tego wskaźnika wynosi 0,2. Wskaźnik ten nie odgrywa istotnej roli przy ustalaniu płynności przedsiębiorstwa, ponieważ w myśl reguł zarządzania finansami, środki pieniężne powinny być ograniczone do minimum, gdyż tylko aktywa zaangażowane w obrocie generują wynik finansowy.

### Kapitał obrotowy w dniach obrotu
| kapitał obrotowy | ×360 dni |
| sprzedaż netto   | ×360 dni |

Wskaźnik ten określa liczbę dni obrotu, na jaką wystarcza kapitał obrotowy. Poziom kapitału obrotowego w dniach maleje przy zwiększeniu sprzedaży, stąd aby uchronić przedsiębiorstwo przed utratą płynności, należy zwiększać kapitał obrotowy proporcjonalnie do obrotu.

## Wskaźniki poziomu zadłużenia
Wskaźniki zadłużenia charakteryzują z jednej strony stopień zadłużenia przedsiębiorstwa, a z drugiej jego zdolność do spłaty zobowiązań.

### Wskaźnik ogólnego zadłużenia
| zobowiązania ogółem |
| aktywa ogółem       |

Wskaźnik ogólnego zadłużenia, DR (ang. debt ratio) – określa, jaki jest udział kapitałów obcych w finansowaniu aktywów przedsiębiorstwa.
Przyjęty, dopuszczalny poziom zaangażowania kapitałów obcych w aktywach przedsiębiorstwa mieści się w przedziale. Wskaźnik poniżej 0,57 może być interpretowany jako nieracjonalne zarządzanie źródłami finansowania, natomiast wskaźnik na poziomie wyższym niż 0,67 świadczy o wysokim ryzyku utraty przez przedsiębiorstwo zdolności do spłaty długów. W przedsiębiorstwach charakteryzujących się wyjątkowo złą sytuacją ekonomiczno-finansową wskaźnik ogólnego zadłużenia osiąga wartość większą od 1.

### Wskaźnik zadłużenia długoterminowego
| zobowiązania długoterminowe |
| kapitał własny              |

Wskaźnik ten, zwany też wskaźnikiem długu, wskaźnikiem ryzyka lub wskaźnikiem dźwigni, informuje o poziomie pokrycia zobowiązań długoterminowych kapitałami własnymi. Zgodnie z normą dla tego wskaźnika, jego wysokość powinna zawierać się w przedziale zamkniętym. W przypadku przekroczenia przez ten wskaźnik poziomu 1,0 przedsiębiorstwo uważa się za silnie zadłużone.

### Wskaźnik zadłużenia kapitałów własnych
| zobowiązania ogółem |
| kapitał własny      |

Wskaźnik ten informuje o poziomie zadłużenia kapitałów własnych przedsiębiorstwa i zarazem relację kapitałów obcych do kapitałów własnych jako źródeł finansowania przedsiębiorstwa. Przyjmuje się, że wielkość tego wskaźnika nie powinna być wyższa niż 1,0 dla przedsiębiorstw dużych i średnich oraz 3,0 dla przedsiębiorstw małych.

### Wskaźnik pokrycia obsługi długu z wyniku finansowego netto
| wynik finansowy netto     |
| raty kapitałowe + odsetki |

Wskaźnik ten określa, ile razy wynik finansowy netto pokrywa obsługę rat kapitałowych i odsetek. W przedsiębiorstwie o prawidłowej sytuacji finansowej wskaźnik ten powinien być większy od 1,0.

### Wskaźnik pokrycia obsługi długu zEBIT-u
| wynik finansowy brutto + odsetki |
| raty kapitałowe + odsetki        |

Wskaźnik ten informuje, ile razy zysk przed odliczeniem podatków i odsetek pokrywa spłatę rat kapitałowych i odsetek, czyli w jakim stopniu zysk zapewnia obsługę długu. Wartość minimalna tego wskaźnika wynosi 1,2. Bank Światowy przyjmuje, że powinien on wynosić więcej niż 1,3.

### Wskaźnik pokrycia obsługi długu z cash flow
| wynik finansowy netto + amortyzacja |
| raty kapitałowe + odsetki           |

Wskaźnik ten określa, pokrycie obsługi długu z nadwyżki finansowej netto. Optimum dla tego wskaźnika wynosi 1,5, tj. suma zysku przed opodatkowaniem wraz z amortyzacją powinna być o co najmniej 50% wyższa od rocznej raty kredytu wraz z odsetkami.

### Wskaźnik pokrycia zobowiązań odsetkowych
| wynik finansowy brutto + odsetki |
| odsetki                          |

Wskaźnik ten określa zdolność przedsiębiorstwa do terminowej spłaty odsetek. Jeżeli zarówno odsetki, jak i raty kapitałowe muszą być płacone jednocześnie, nie ma potrzeby uwzględniania tego wskaźnika w wykonywanej analizie.

## Wskaźniki związane z wynikiem finansowym (rentowności)
Wskaźniki rentowności są silnie powiązane z wynikami przedsiębiorstwa prezentowanymi w rachunku zysków i strat. Dla części wskaźników z tej kategorii, odnoszących się do zysku, nie istnieją specyficzne normy. Zakłada się, że celem działalności przedsiębiorstwa jest generowanie zysku, tak więc każdy ze wskaźników odnoszących się do niego nie powinien przyjmować wartości niedodatnich.

### Wskaźnik pokrycia straty z lat ubiegłych zyskiem bieżącym
| zysk bieżący           | ×100% |
| strata z lat ubiegłych | ×100% |

Wielkość wskaźnika większa od 100% wskazuje, że przedsiębiorstwo całkowicie pokryło straty z lat ubiegłych. Wskaźnik w przedziale otwartym (0%-100%) wskazuje, że przedsiębiorstwo pokryło część straty. Jeżeli wskaźnik ten przyjmuje wartość 0% oznacza to, że nie generuje ono zysku bieżącego i nie jest w stanie pokryć strat z lat ubiegłych. W takim wypadku celowe jest również obliczenie wskaźnika pokrycia skumulowanych strat kapitałem własnym:
| kapitał własny         | ×100% |
| straty z lat ubiegłych | ×100% |

Jeżeli wskaźnik ten nie przyjmuje wartość powyżej 100%, to sytuacja finansowa przedsiębiorstwa jest szczególnie trudna, ponieważ nie jest ono w stanie pokryć strat kapitałem własnym.

### Wskaźnik operacyjności
| koszt uzyskania przychodów | ×100% |
| przychody ze sprzedaży     | ×100% |

Wskaźnik ten informuje o poziomie kosztów w przedsiębiorstwie. Norma dla tego wskaźnika wynosi 50%-90%.

### Wskaźnik rentowności sprzedaży
| wynik finansowy brutto | ×100% |
| przychody ze sprzedaży | ×100% |

Wskaźnik rentowności sprzedaży, ROS (ang. return on sale) określa, jaka jest rentowność sprzedaży przedsiębiorstwa, tj. jaka wielkość zysku przed opodatkowaniem przypada średnio na każdą jednostkę przychodu ze sprzedaży. Wskaźnik ten jest niezależny od stawki podatkowej, która różni się w zależności od kraju prowadzenia działalności.
Optymalna wielkość tego wskaźnika jest zależna od rodzaju działalności przedsiębiorstwa. W przedsiębiorstwach charakteryzujących się krótkim cyklem produkcyjnym i możliwością szybkiej sprzedaży rentowność może być niższa (krótki cykl to mniejsze koszty zamrożenia środków). Zasadnym jest zatem odniesienie się przy ocenie tego wskaźnika do przeciętnej rentowności w branży, w której działa badane przedsiębiorstwo.

### Wskaźnik zwrotu ze sprzedaży
| wynik finansowy netto  | ×100% |
| przychody ze sprzedaży | ×100% |

Wskaźnik zwrotu ze sprzedaży, ROS (ang. return on sales)  informuje o udziale zysku netto w wartości sprzedaży. Wskaźnik ten jest zależny od stawki podatkowej. Im niższa jest wartość tego wskaźnika, tym większa wartość sprzedaży musi być zrealizowana dla osiągnięcia zysku. Wysoka wartość tego wskaźnika świadczy o wysokiej efektywności sprzedaży.

### Wskaźnik rentowności majątku
| wynik finansowy | ×100% |
| aktywa ogółem   | ×100% |

Wskaźnik rentowności aktywów, ROA (ang. return on assets) określa, jaka jest rentowność aktywów przedsiębiorstwa, tj. jaka wielkość zysku przypada na każdą jednostkę pieniężną zaangażowaną w aktywa przedsiębiorstwa. Wskaźnik ten jest uznawany za najlepszy indywidualny wskaźnik kompetencji kierownictwa w zarządzaniu.

### Wskaźnik rentowności kapitału własnego
| wynik finansowy | ×100% |
| kapitał własny  | ×100% |

Wskaźnik rentowności kapitałów własnych, ROE (ang. return on equity) wskazuje, jaka jest rentowność kapitałów własnych przedsiębiorstwa, tj. jaki jest zwrot z funduszy zainwestowanych przez jego właścicieli. Wielkość tego wskaźnika porównywana jest z rocznym zwrotem z inwestycji i jego wielkość powinna być co najmniej równa stopie inflacji, aby nie następowała dekapitalizacja w przedsiębiorstwie. W prawidłowo funkcjonującym przedsiębiorstwie zachowana jest następująca zależność: ROE>ROA>ROS.

## Wskaźniki sprawności działania na rynku (aktywności)
Wskaźniki analizy aktywności przedsiębiorstwa pozwalają ocenić sprawność gospodarowania przedsiębiorstwa na rynku.

### Wskaźniki płynnościowe

#### Wskaźnik rotacji należności
| sprzedaż netto             |
| przeciętny stan należności |

Wskaźnik ten pozwala ocenić sprawność inkasa należności przez przedsiębiorstwo. Przyjmuje się, że prawidłowa wielkość tego wskaźnika powinna być nie mniejsza niż 7 i nie większa niż 10. Wskaźnik rotacji należności na poziomie niższym niż 7 oznacza, że przedsiębiorstwo zbyt długo kredytuje swoich odbiorców, natomiast na poziomie wyższym niż 10 oznacza, że przedsiębiorstwo prowadzi bardzo restrykcyjną politykę ściągania należności, co może mieć wpływ na utratę klientów.

#### Wskaźnik cyklu należności
| przeciętny stan należności | ×liczba dni badanego okresu |
| przychody ze sprzedaży     | ×liczba dni badanego okresu |

Wskaźnik ten wskazuje, ile dni upływa od momentu sprzedaży do momentu otrzymania zapłaty (długość tzw. kredytu kupieckiego). Przy badaniu tego wskaźnika w skali roku (365 dni) jego wartość powinna się kształtować w przedziale od 37 do 52 dni.

#### Wskaźnik rotacji zapasów
| koszty sprzedaży        |
| przeciętny stan zapasów |

Wskaźnik ten pozwala ocenić efektywność gospodarowania zapasami przez przedsiębiorstwo. Przyjmuje się, że prawidłowa wielkość tego wskaźnika powinna być nie mniejsza niż 7 i nie większa niż 10. Wskaźnik rotacji zapasów na poziomie niższym niż 7 oznacza, że przedsiębiorstwo ma problemy ze sprzedażą własnej produkcji lub towarów zakupionych w celu odsprzedaży i ponosi wysokie koszty ich magazynowania i starzenia się, natomiast na poziomie wyższym niż 10 oznacza, że przedsiębiorstwo nie jest w stanie zaspokoić popytu na swoje towary, co może mieć wpływ na problemy z realizacją zamówień.
Przy silnym zróżnicowaniu zapasów w przedsiębiorstwie, proponuje się również kalkulację wskaźników rotacji dla poszczególnych ich grup (np. zapasów gotowych).

#### Wskaźnik cyklu zapasów
| przeciętny stan zapasów | ×liczba dni badanego okresu |
| koszty sprzedaży        | ×liczba dni badanego okresu |

Wskaźnik ten wskazuje, ile dni przedsiębiorstwo magazynuje zapasy. Przy badaniu tego wskaźnika w skali roku (365 dni) jego wartość powinna się kształtować w przedziale od 37 do 52 dni. W przypadku interpretacji tego wskaźnika pomocne jest również oszacowanie wskaźników szczegółowych, dotyczących rotacji różnych rodzajów zapasów, w szczególności: zapasów surowców i materiałów oraz zapasów wyrobów gotowych.

#### Wskaźnik okresu płacenia zobowiązań
| przeciętny stan zobowiązań krótkoterminowych | ×liczba dni badanego okresu |
| przychody ze sprzedaży                       | ×liczba dni badanego okresu |

Wskaźnik ten określa przeciętny termin regulowania zobowiązań przez przedsiębiorstwo. Wskaźnik ten nie ma powszechnie przyjętej normy, przy czym zbyt krótki cykl zobowiązań może wskazywać na nieracjonalne zarządzanie zobowiązaniami, polegające na nie korzystaniu przez przedsiębiorstwo z nieoprocentowanego kredytu kupieckiego. Cykl zbyt długi może oznaczać zaś, że przedsiębiorstwo ma problem z regulowaniem zobowiązań bądź z powodu braku płynności, bądź w związku ze złym zarządzaniem zobowiązaniami. W obu przypadkach przedsiębiorstwo naraża się na ponoszenie kosztów odsetek ustawowych od przeterminowanych płatności. Może też mieć problemy ze współpracą z podwykonawcami lub dostawcami, co w przypadku ich istotnego udziału w prowadzeniu działalności gospodarczej przez przedsiębiorstwo, może mieć wpływ na jakość i terminowość świadczonych usług.

#### Wskaźnik cyklu środków pieniężnych
| wskaźnik cyklu należności+wskaźnik cyklu zapasów-wskaźnik cyklu zobowiązań |

Wskaźnik ten, określany również jako cykl konwersji gotówki lub cykl kapitału obrotowego netto, informuje o czasie powrotu do przedsiębiorstwa zainwestowanych środków. Im wskaźnik cyklu środków pieniężnych jest niższy, tym korzystniejsza jest sytuacja danego przedsiębiorstwa.

### Wskaźniki aktywności oparte na kosztach

#### Wskaźnik kontroli kosztów administracyjnych
| koszty administracyjne | ×100% |
| przychody ze sprzedaży | ×100% |

Wskaźnik ten informuje o udziale kosztów ogólnozakładowych w wartości sprzedaży. Jego wysokość powinna kształtować się w przedziale. W przypadku interpretacji tego wskaźnika należy odnieść się do jego poziomu średniobranżowego.

#### Wskaźnik pokrycia kosztów kapitałem obrotowym
| aktywa bieżące – pasywa bieżące | ×100% |
| koszty sprzedaży – amortyzacja  | ×100% |

Wskaźnik ten informuje o stopniu pokrycia kosztów działalności przedsiębiorstwa przez środki obrotowe.

#### Wskaźnik poziomu kosztów finansowych
| koszty finansowe              | ×100% |
| średni stan zobowiązań ogółem | ×100% |

Wskaźnik poziomu kosztów finansowych służy do porównania z zyskownością zaangażowanych w przedsiębiorstwie kapitałów. Jego wielkość zależy od wielkości zadłużenia oraz wysokości stopy procentowej kredytów.

### Wskaźniki rotacji majątku

#### Wskaźnik globalnego obrotu aktywami
| przychody ze sprzedaży     |
| średni stan aktywów ogółem |

Wskaźnik ten określa, o ile razy sprzedaż przedsiębiorstwa jest większa od jego majątku. Jego wielkość zależy od specyfiki branży – jest on niski w przemyśle o wysokiej kapitałochłonności oraz wysoki w przedsiębiorstwach o dużym udziale pracy ludzkiej. Jest więc on szczególnie pożyteczny do porównań aktywności firm w jednej branży.

#### Wskaźnik rotacji środków trwałych
| przychody ze sprzedaży       |
| średni stan środków trwałych |

Wskaźnik ten określa stopień generowania przychodów przez środki trwałe. W Stanach Zjednoczonych jego wartość wynosi przeciętnie 1,6. Wskaźnik ten jest przydatny do oceny przedsiębiorstw o wysokim udziale środków trwałych w majątku. Przy interpretacji tego wskaźnika należy wziąć pod uwagę, że w przypadku przedsiębiorstw dysponujących starym majątkiem trwałym, który został już zamortyzowany, wartość tego wskaźnika będzie zawyżona.

#### Wskaźnik rotacji majątku obrotowego
| przychody ze sprzedaży         |
| średni stan majątku obrotowego |

Wskaźnik ten określa szybkość obrotu aktywów czynnych (ilość obrotów wykonanych przez środki obrotowe w jednostce czasu). Im jest on wyższy, tym lepsza jest kondycja finansowa przedsiębiorstwa.

### Wskaźniki gospodarowania zasobami

#### Wskaźnik wydajności pracy
| przychody ze sprzedaży          |
| przeciętna liczba zatrudnionych |

Wskaźnik ten stanowi o stopniu wykorzystania pracowników, informując o wysokości przychodu ze sprzedaży przypadającego na jednego zatrudnionego. Z uwagi na specyfikę różnych branż konieczne jest porównanie wielkości tego wskaźnika z przedsiębiorstwami z tej samej branży co badane.

#### Wskaźnik stopnia finansowania przyrostu środków trwałych z amortyzacji
| amortyzacja               | ×100% |
| przyrost środków trwałych | ×100% |

Wskaźnik ten informuje o stopniu finansowania przyrostu środków trwałych z amortyzacji.

#### Wskaźnik finansowania przyrostu środków trwałych z cash flow
| zysk netto + amortyzacja  | ×100% |
| przyrost środków trwałych | ×100% |

Wskaźnik ten informuje o stopniu pokrycia przyrostu środków trwałych z własnych środków przedsiębiorstwa.

## Wskaźniki związane z wartością rynkową akcji i kapitału
Wskaźniki te odnoszą się przede wszystkim do spółek akcyjnych.

### Wskaźnik zysku na akcję
| wynik finansowy netto |
| liczba akcji          |

Wskaźnik zysku na akcję, EPS (ang. earning per share) wskazuje na skalę potencjalnych korzyści akcjonariuszy, tj. ile zysku przedsiębiorstwa przypada na jedną akcję. W interpretacji tej wielkości szczególnie istotna jest ocena jego dynamiki w czasie.

### Wskaźnik wartości księgowej akcji
| kapitał własny |
| liczba akcji   |

Wskaźnik wartości księgowej akcji, BVS (ang. book value per share) informuje o wartości każdej akcji według zapisów bilansu.

### Wskaźnik stopy zyskowności akcji
| wynik finansowy netto na 1 akcję | ×100% |
| cena rynkowa 1 akcji             | ×100% |

Wskaźnik stopy zyskowności akcji informuje o relacji między wynikiem finansowym netto a ceną akcji. Jeżeli wartość tego wskaźnika jest niska (i mniejsza od 100%), tym w mniejszym stopniu cena akcji odzwierciedla wyniki finansowe spółki. Wskaźnik ten służy do porównań korzyści z inwestycji w różne przedsiębiorstwa.

### Wskaźnik stopy dywidendy
| dywidenda na 1 akcję | ×100% |
| cena rynkowa 1 akcji | ×100% |

Wskaźnik ten, zwany również wydajnością akcji, przedstawia bezpośrednie korzyści dla akcjonariuszy w postaci dywidendy. Jego poziom wynosi: w Europie Zachodniej ok. 6%, w Stanach Zjednoczonych ok. 6,5%, w Japonii ok. 1,5%.

### Wskaźnik stopy wypłaty dywidendy
| dywidenda na 1 akcję  | ×100% |
| zysk netto na 1 akcję | ×100% |

Wskaźnik ten informuje, jaka część zysku netto jest przeznaczana na dywidendy. Im wskaźnik ten jest mniejszy, tym większa część zysku jest zatrzymywana w przedsiębiorstwie na cele rozwojowe.

### Wskaźnik celowości inwestycji (PER)
| cena rynkowa akcji    |
| zysk netto na 1 akcję |

Wskaźnik celowości inwestycji, PER (ang. price earnings ratio) umożliwia ocenę opłacalności inwestycji w akcje różnych firm. Określa on liczbę lat w ciągu których nastąpi teoretyczny zwrot nakładu na zakup akcji, przy założeniu osiągania przez przedsiębiorstwo zysku w przyszłości. Zakłada się, że część zysku akcjonariusz otrzyma w postaci dywidendy, a część zostanie przeznaczona na rozwój przedsiębiorstwa, co będzie odzwierciedlone we wzroście ceny rynkowej akcji.

### Wskaźnik ceny giełdowej
| Wskaźnik PER × zysk | ×liczba dni badanego okresu |
| liczba akcji        | ×liczba dni badanego okresu |

Wskaźnik ceny giełdowej informuje o cenie akcji, powyżej której jej zakup będzie się wiązał z dużym ryzykiem braku zwrotu z inwestycji.

### Wskaźnik ceny do kapitału własnego
| cena rynkowa akcji        |
| kapitał własny na 1 akcję |

Wskaźnik ceny do kapitału własnego, PEQ (ang. price to equity ratio) określa relację wartości rynkowej przedsiębiorstwa do jej wartości księgowej. Niska wartość tego wskaźnika oznacza, że spółka osiąga wyjątkowo małe zyski bieżące, a jej majątek nie jest w pełni wykorzystany, mimo znacznej wartości. Stwarza więc on nadzieję na dobre wyniki w przyszłości pod warunkiem poprawy zarządzania przedsiębiorstwem.